# Görg (Unternehmen)
Görg ist eine deutsche Wirtschaftskanzlei mit rund 350 Rechtsanwälten, Steuerberatern, Wirtschaftsprüfern und Notaren. Im Geschäftsjahr 2022 machte die Kanzlei einen Umsatz von 160,5 Millionen Euro.

## Geschichte
Görg ist 1996 mit 14 Partnern in Köln aus der Sozietät Schlütter, Lüer & Görg entstanden. Benannt wurde die Kanzlei nach dem Gründungspartner Klaus Hubert Görg.
Heute verfügt die Kanzlei über Büros in Köln, Frankfurt am Main, Hamburg, Berlin und München. Im Insolvenzbereich ist die Kanzlei zudem an mehr als 20 weiteren Standorten vertreten. Dazu zählen unter anderem Bochum, Bonn, Bremen, Düsseldorf, Essen, Hannover, Münster, Schwerin, Stuttgart und Wuppertal.

## Tätigkeit
Die Kanzlei ist mit einem besonderen Schwerpunkt im Insolvenzrecht auf allen Gebieten des Wirtschaftsrechts tätig. International ist die Kanzlei in ein offenes Netzwerk mit anderen unabhängigen Kanzleien eingebunden.